# فرانک فاندنبروکه
فرانک فاندنبروکه (آلمانی: Frank Vandenbroucke; ۶ نوامبر ۱۹۷۴ – ۱۲ اکتبر ۲۰۰۹) دوچرخه‌سوار اهل بلژیک بود.
از باشگاه‌هایی که در آن رکاب زده‌است می‌توان به تیم دوچرخه‌سواری ماپی و تیم دوچرخه‌سواری کوفیدیس اشاره کرد.